# Premi e riconoscimenti delle Secret
Questa è una lista dei premi e delle candidature ricevute dalle Secret, gruppo musicale sudcoreano che debuttò nell'ottobre 2009 sotto la TS Entertainment.

## Premi coreani
Golden Disk Awards 
I Golden Disk Awards sono stati fondati nel 1986 e sono organizzati annualmente dall'Associazione Industriale della musica in Corea per premiare i maggiori risultati ottenuti nel corso dell'anno precedente. Il Main Award (Disk Bonsang) viene assegnato all'artista scelto dai giudici tra un massimo di dieci artisti selezionati tramite votazioni online. Il Grand Prize (Disk Daesang) è l'equivalente di Artista dell'anno, e viene consegnato a colui che realizza il miglior album tra coloro che erano già stati nominati per il Main Award.
| Edizione | Anno | Opera nominata      | Premio                | Risultato       |
| -------- | ---- | ------------------- | --------------------- | --------------- |
| 25ª      | 2010 | Secret              | Premio Nuovo Artista  | Vincitore/trice |
| 25ª      | 2010 | Secret              | Premio Popolarità     | Candidato/a     |
| 26ª      | 2011 | Starlight Moonlight | Digital Bonsang       | Vincitore/trice |
| 26ª      | 2011 | Secret              | Premio Popolarità MSN | Candidato/a     |
| 27ª      | 2012 | Poison              | Digital Bonsang       | Vincitore/trice |
| 28ª      | 2013 | Secret              | Premio Popolarità     | Candidato/a     |
| 28ª      | 2013 | YooHoo              | Disk Album Award      | Vincitore/trice |

Seoul Music Award
I Seoul Music Award sono stati fondati nel 1990 e sono organizzati annualmente da Sports Korea per premiare i maggiori risultati ottenuti nel corso dell'anno precedente. Il Daesang Award (Grand Prize) equivale al premio Artista dell'anno, mentre il Bonsang Award (Main Prize) viene assegnato all'artista scelto dai giudici tra un massimo di dieci artisti selezionati tramite votazioni online.
| Anno | Opera nominata | Premio               | Risultato       |
| ---- | -------------- | -------------------- | --------------- |
| 2010 | Madonna        | Bonsang              | Vincitore/trice |
| 2011 | Shy Boy        | Bonsang              | Vincitore/trice |
| 2012 | Poison         | Bonsang              | Vincitore/trice |
| 2013 | YooHoo         | Bonsang              | Candidato/a     |
| 2013 | Secret         | Premio Popolarità    | Candidato/a     |
| 2014 | Secret Summer  | Bonsang              | Candidato/a     |
| 2014 | Secret         | Premio Popolarità    | Candidato/a     |
| 2014 | Secret         | Hallyu Special Award | Candidato/a     |

Melon Music Awards
I Melon Music Awards sono premi annuali che si basano sulle vendite online.
| Anno | Opera nominata | Premio                 | Risultato       |
| ---- | -------------- | ---------------------- | --------------- |
| 2010 | Madonna        | Miglior Video Musicale | Candidato/a     |
| 2010 | Secret         | Premio Nuovo Artista   | Candidato/a     |
| 2011 | Secret         | Bonsang                | Vincitore/trice |

Mnet Asian Music Awards
Gli Mnet Asian Music Awards sono organizzati annualmente da Mnet Media. Il Daesang Award (Grand Prize) equivale ad Artista dell'anno.
| Anno | Opera nominata | Premio                                         | Risultato   |
| ---- | -------------- | ---------------------------------------------- | ----------- |
| 2010 | Magic          | Miglior Esibizione di Ballo – Gruppo femminile | Candidato/a |
| 2011 | Shy Boy        | Miglior Esibizione di Ballo – Gruppo femminile | Candidato/a |
| 2011 | Shy Boy        | Canzone dell'Anno                              | Candidato/a |
| 2012 | Poison         | Miglior Esibizione di Ballo – Gruppo femminile | Candidato/a |
| 2012 | Poison         | Canzone dell'Anno                              | Candidato/a |

Circle Chart Awards
I Circle Chart Awards sono premi musicali organizzati ogni anno da Circle Chart.
| Anno | Opera nominata      | Premio                      | Risultato       |
| ---- | ------------------- | --------------------------- | --------------- |
| 2012 | Shy Boy             | Canzone dell'Anno (gennaio) | Vincitore/trice |
| 2012 | Starlight Moonlight | Canzone dell'Anno (giugno)  | Vincitore/trice |

Asia Model Festival Awards
Gli Asia Model Festival Awards vengono organizzati per premiare coloro che si sono distinti nel settore dello spettacolo, come nella musica, moda, film e drama.
| Anno | Opera nominata | Premio               | Risultato       |
| ---- | -------------- | -------------------- | --------------- |
| 2011 | Secret         | Popular Singer Award | Vincitore/trice |

Korean Culture Entertainment Awards
I Korean Culture Entertainment Awards sono stati organizzati per la prima volta nel 1992 con lo scopo di premiare la cultura locale.
| Anno | Opera nominata | Premio                                   | Risultato       |
| ---- | -------------- | ---------------------------------------- | --------------- |
| 2010 | Secret         | New Generation Popular Teen Singer Award | Vincitore/trice |